# A Doktor D epizódjainak listája
Ez a cikk a Doktor D című sorozat epizódjait tartalmazza.

## Évados áttekintés
| Évad | Évad | Epizódok | Eredeti sugárzás | Eredeti sugárzás     | Eredeti adó |
| Évad | Évad | Epizódok | Évadpremier      | Évadfinálé           | Eredeti adó |
| ---- | ---- | -------- | ---------------- | -------------------- | ----------- |
|      | 1    | 12       | 2011. június 29. | 2011. szeptember 14. | USA Network |
|      | 2    | 16       | 2012. június 6.  | 2013. február 20.    | USA Network |
|      | 3    | 10       | 2013. június 12. | 2013. augusztus 21.  | USA Network |

## 1. évad (2011)
| Sor. | Év. | Cím                    | Rendező          | Író                                                            | Premier                                  | Nézettség   |
| ---- | --- | ---------------------- | ---------------- | -------------------------------------------------------------- | ---------------------------------------- | ----------- |
| 1.   | 1.  | Pilot                  | Kevin Dowling    | Liz Kruger és Craig Shapiro                                    | 2011. június 29. 2012. augusztus 5.      | 4,67 millió |
| 2.   | 2.  | Anchor Management      | Ron Underwood    | Jeffrey Lieber és Tracy McMillan                               | 2011. július 6. 2012. augusztus 12.      | 4,42 millió |
| 3.   | 3.  | Spinning Out           | Kevin Dowling    | Liz Kruger és Craig Shapiro                                    | 2011. július 13. 2012. augusztus 19.     | 3,99 millió |
| 4.   | 4.  | Habit Forming          | John Fortenberry | Ildy Modrovich                                                 | 2011. július 20. 2012. augusztus 26.     | 4,20 millió |
| 5.   | 5.  | Poker Face             | David Grossman   | Steve Kriozere és Mark A. Altman                               | 2011. július 27. 2012. szeptember 2.     | 4,21 millió |
| 6.   | 6.  | Dream On               | Andy Wolk        | Mark Kruger                                                    | 2011. augusztus 3. 2012. szeptember 9.   | 4,46 millió |
| 7.   | 7.  | Whose Team Are You On? | Elodie Keene     | Antoinette Stella                                              | 2011. augusztus 10. 2012. szeptember 16. | 4,14 millió |
| 8.   | 8.  | Losing Your Swing      | Gloria Muzio     | Tracy McMillan                                                 | 2011. augusztus 17. 2012. szeptember 23. | 4,21 millió |
| 9.   | 9.  | Forget Me Not          | Kevin Hooks      | Damani Johnson és Ildy Modrovich                               | 2011. augusztus 24. 2012. szeptember 30. | 4,19 millió |
| 10.  | 10. | A Wing and a Player    | Tim Hunter       | Steve Kriozere és Mark A. Altman                               | 2011. augusztus 31. 2012. október 7.     | 4,00 millió |
| 11.  | 11. | Baggage Claim          | John Kretchmer   | Történet: Colin Sweeney Tévéjáték: Liz Kruger és Craig Shapiro | 2011. szeptember 7. 2012. október 14.    | 3,71 millió |
| 12.  | 12. | Goal Line              | Kevin Dowling    | Jeffrey Lieber és Scott D. Shapiro                             | 2011. szeptember 14. 2012. október 21.   | 4,01 millió |

## 2. évad (2012-2013)
| Sor. | Év. | Cím                   | Rendező           | Író                                                                 | Premier                               | Nézettség   |
| ---- | --- | --------------------- | ----------------- | ------------------------------------------------------------------- | ------------------------------------- | ----------- |
| 13.  | 1.  | Shrink or Swim        | Elodie Keene      | Liz Kruger és Craig Shapiro                                         | 2012. június 6. 2015. augusztus 31.   | 3,01 millió |
| 14.  | 2.  | To Swerve and Protect | Rob Morrow        | Natalie Chaidez                                                     | 2012. június 13. 2015. szeptember 7.  | 2,67 millió |
| 15.  | 3.  | Wide Deceiver         | Kevin Dowling     | Történet: Scott D. Shapiro Tévéjáték: Jeffrey Lieber                | 2012. június 20. 2015. szeptember 14. | 3,01 millió |
| 16.  | 4.  | Slumpbuster           | Kevin Hooks       | Will McRobb és Chris Viscardi                                       | 2012. június 27. 2015. szeptember 21. | 2,96 millió |
| 17.  | 5.  | Mr. Irrelevant        | Craig Shapiro     | Mark Kruger                                                         | 2012. július 11. 2015. szeptember 28. | 2,65 millió |
| 18.  | 6.  | What's Eating You?    | Andy Wolk         | Ildy Modrovich                                                      | 2012. július 18. 2015. október 5.     | 2,81 millió |
| 19.  | 7.  | Spell It Out          | Tim Hunter        | Damani Johnson                                                      | 2012. július 25. 2015. október 12.    | 2,76 millió |
| 20.  | 8.  | A Load of Bull        | Anton Cropper     | Colin Sweeney                                                       | 2012. augusztus 1. 2015. október 19.  | 2,06 millió |
| 21.  | 9.  | Might as Well Face It | Daniel Sackheim   | Will McRobb és Chris Viscardi                                       | 2012. augusztus 15. 2015. október 26. | 2,49 millió |
| 22.  | 10. | Double Fault          | James Hayman      | Natalie Chaidez                                                     | 2012. augusztus 22. 2015. november 2. | 2,57 millió |
| 23.  | 11. | All the King's Horses | David Grossman    | Liz Kruger és Craig Shapiro                                         | 2012. augusztus 29. 2015. november 9. | 2,87 millió |
| 24.  | 12. | Frozen Fish Sticks    | Kevin Dowling     | Történet: Scott D. Shapiro Tévéjáték: Jeffrey Lieber                | 2013. január 23. 2015. november 16.   | 2,37 millió |
| 25.  | 13. | Hits and Myths        | John T. Kretchmer | Ildy Modrovich és Damani Johnson                                    | 2013. január 30. 2015. november 23.   | 1,97 millió |
| 26.  | 14. | The Fall Guy          | Arlene Sanford    | Scott D. Shapiro                                                    | 2013. február 6. 2015. november 30.   | 1,86 millió |
| 27.  | 15. | Regret Me Not         | John Fortenberry  | Történet: Joe Sabatino és Donna Dannenfelser Tévéjáték: Mark Kruger | 2013. február 13. 2015. december 7.   | 2,03 millió |
| 28.  | 16. | There's the Door      | Kevin Dowling     | Liz Kruger és Craig Shapiro                                         | 2013. február 20. 2015. december 14.  | 1,98 millió |

## 3. évad (2013)
| Sor. | Év. | Cím                    | Rendező          | Író                                                                 | Premier                          | Nézettség   |
| ---- | --- | ---------------------- | ---------------- | ------------------------------------------------------------------- | -------------------------------- | ----------- |
| 29.  | 1.  | Ch-Ch-Changes          | Kevin Dowling    | Liz Kruger és Craig Shapiro                                         | 2013. június 12. 2016. január 9. | 2,61 millió |
| 30.  | 2.  | Gimme Some Lovin'      | Kevin Dowling    | Mick Betancourt                                                     | 2013. június 19.                 | 2,51 millió |
| 31.  | 3.  | Swimming With Sharks   | James Hayman     | Ildy Modrovich                                                      | 2013. június 26.                 | 2,65 millió |
| 32.  | 4.  | Snap Out of It         | Elodie Keene     | Damani Johnson                                                      | 2013. július 10.                 | 2,11 millió |
| 33.  | 5.  | V3 For Vendetta        | Rob Morrow       | Mark Kruger                                                         | 2013. július 17.                 | 2,56 millió |
| 34.  | 6.  | Good Will Haunting     | John Fortenberry | Colin Sweeney                                                       | 2013. július 24.                 | 2,45 millió |
| 35.  | 7.  | Bringing the Heat      | Tim Hunter       | Scott D. Shapiro                                                    | 2013. július 31.                 | 2,51 millió |
| 36.  | 8.  | The Game's Afoot       | Kevin Hooks      | Ildy Modrovich és Donna Dannenfelser                                | 2013. augusztus 7.               | 2,34 millió |
| 37.  | 9.  | Sucker Punch           | Greg Prange      | Történet: Mick Betancourt Tévéjáték: Damani Johnson és Joe Sabatino | 2013. augusztus 14.              | 2,35 millió |
| 38.  | 10. | Sympathy For the Devil | Craig Shapiro    | Liz Kruger és Craig Shapiro                                         | 2013. augusztus 21.              | 2,36 millió |